# Sang-e Derāz
Sang-e Derāz (persiska: سنگ دراز) är en ort i Iran.   Den ligger i provinsen Yazd, i den centrala delen av landet, 500 km sydost om huvudstaden Teheran. Sang-e Derāz ligger 2 447 meter över havet och antalet invånare är 207.
Terrängen runt Sang-e Derāz är varierad.Runt Sang-e Derāz är det glesbefolkat, med 11 invånare per kvadratkilometer. Närmaste större samhälle är Nīr, 8,3 km väster om Sang-e Derāz. Trakten runt Sang-e Derāz är ofruktbar med lite eller ingen växtlighet.